# Condado de Mercer (Kentucky)
El condado de Mercer (en inglés: Mercer County), fundado en 1860, es uno de 120 condados del estado estadounidense de Kentucky. En el año 2000, el condado tenía una población de 10,037 habitantes y una densidad poblacional de 13 personas por km². La sede del condado es Edmonton.

## Geografía
Según la Oficina del Censo, el condado tiene un área total de 655 km² (252,9 mi²), de la cual 650 km² (251 mi²) es tierra y 5 km² (1,9 mi²) (0..87%) es agua.

### Condados adyacentes
- Condado de Anderson (norte)
- Condado de Woodford (noreste)
- Condado de Jessamine (este)
- Condado de Garrard (sureste)
- Condado de Boyle (sur)
- Condado de Washington (oeste)

## Demografía
Según la Oficina del Censo en 2000, los ingresos medios por hogar en el condado eran de $35,555, y los ingresos medios por familia eran $43,121. Los hombres tenían unos ingresos medios de $33,657 frente a los $22,418 para las mujeres. La renta per cápita para el condado era de $17,972. Alrededor del 12.90% de la población estaban por debajo del umbral de pobreza.

## Localidades
- Burgin
- Harrodsburg